# 13744 Rickline
13744 Rickline eller 1998 SY25 är en asteroid i huvudbältet som upptäcktes den 22 september 1998 av LONEOS vid Anderson Mesa Station. Den är uppkallad efter Rick Kline.
Asteroiden har en diameter på ungefär 11 kilometer.